# Penrith (LGA)
De City of Penrith is een gemeente, Local Government Area (LGA), in Australië in de staat New South Wales. Penrith is de meest westelijk LGA in de agglomeratie van Sydney. In de City of Penrith wonen 184.611 mensen.
De hoofdplaats is het historische stadje Penrith, waar tegenwoordig maar een zeer klein deel van de inwoners woont.Dit veroorzaakt soms verwarring: Als over het Australische Penrith wordt geschreven (bijvoorbeeld over de olympische sportaccommodaties), wordt in het algemeen de gemeente (Local Government Area) bedoeld, niet de plaats.
Bij de plaats Cranebrook ligt, bij de rivier Nepean, het gebied Penrith Lakes. Hier bevinden zich het Penrith Wildwater Stadium en het Sydney International Regatta Centre (SIRC), complexen die gebouwd en aangelegd werden voor de Olympische Spelen in 2000.
Penrith is genoemd naar Penrith (Cumbria), een plaats in Noord-Engeland (Verenigd Koninkrijk).